# Charles Delestraint

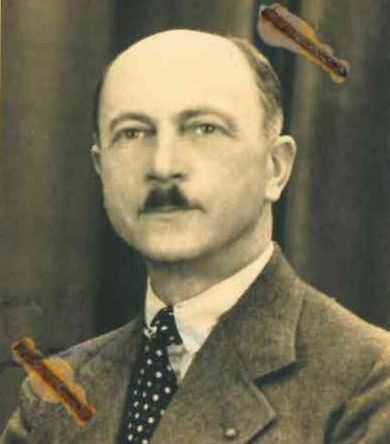
Charles Delestraint (1943)

Charles Delestraint (* 12. März 1879 in Biache-Saint-Vaast, Département Pas-de-Calais; † 19. April 1945 im KZ Dachau) war ein französischer Général de brigade und Mitglied der Résistance.

## Zeit vor dem Zweiten Weltkrieg
Nach seiner Schulzeit in Lille und einem brillanten Abitur bei den Maristenpatres trat der Sohn eines Bilanzbuchhalters 1897 in die Militärakademie Saint-Cyr ein. Capitaine Delestraint wurde am 30. August 1914 bei Beginn des Ersten Weltkrieges beim Angriff auf Chesnoy-Auboncourt gefangen genommen und überstand den Krieg als Kriegsgefangener. Nach Ende des Krieges blieb er in der Armee und unterstützte den Aufbau von Panzerverbänden. Von 1918 bis 1936 wurde er regulär befördert, brachte es bis zum Rang eines Colonel und kommandierte die 3. Panzerbrigade in Metz. Er war  mit Charles de Gaulle befreundet. Am 23. Dezember 1936 wurde er zum Général de brigade befördert.

## Aktivierung, Résistance
1939 wurde er pensioniert, bei Ausbruch des Zweiten Weltkrieges aber zurückgerufen und kommandierte die Kampffahrzeuge der 7. Armee. Am 3. und 4. Juni 1940 leitete er den Gegenangriff eines Panzerverbands gegen die Wehrmacht in Abbeville.
Nach dem Waffenstillstand von Compiègne, den er ablehnte, zog er sich nach Bourg-en-Bresse zurück, wo ihn Henri Frenay für die Résistance rekrutierte. Nach Diskussionen mit Frenay und Jean Moulin begann er, die Armée secrète, die geheime Armee, in Lyon aus Mitgliedern der Combat, Libération und Franc-Tireur zu organisieren. Später besuchte er de Gaulle heimlich in London und erklärte sich bereit, die Armée secrète zu leiten. Unter dem Kampfnamen „Vidal“ reiste Delestraint mit Moulin in die besetzte Zone und begann, die Armée secrète im Norden zu erweitern.
Am 26. Januar 1943 auf einer Konferenz des Koordinierungskomitees lenkte Jean Moulin alle Résistance-Gruppen und überwand den Widerstand von Henri Frenay, der als Kommissar für Militärische Angelegenheiten seinen eigenen Standpunkt durchzusetzen und Kontrolle über General Delestraint, den Chef der Armée secrète, zu behalten versuchte. Moulin unterstützte Delestraint gegen seinen alten Freund Frenay in seiner Absicht, sofort direkte Aktionen zu unternehmen, was Frenay als verfrüht und zu riskant ablehnte.
Vom 13. Februar bis zum 20. März 1943 besuchte Delestraint zusammen mit Moulin General de Gaulle in London. Sie wollten eine Art Untergrundparlament schaffen. Um diesen Gedanken den Exilfranzosen nahezubringen, war er nach London gereist. Wie viele andere Mitglieder der Résistance hielten sie die aus der Dritten Republik tradierten französischen Parteien für überlebt. Aber ihnen war auch bewusst, dass, wenn sich die liberalen und linken Kräfte nicht in den politischen Prozess integrierten, sich eine französische Nachkriegsregierung auch ohne ihre Beteiligung und die der Résistance etablieren würde. Umgekehrt gelang es de Gaulle durch den Integrationsprozess der Résistance immer mehr, die Bedeutung seiner Exilregierung in London aufzuwerten.

## Verhaftung, KZ-Gefangenschaft
Am 24. März 1943 kehrte Delestraint nach Frankreich zurück. Am 9. Juni wurde er in Paris durch die Gestapo verhaftet, wo er wahrscheinlich von René Hardy verraten worden war, und von Klaus Barbie im Gefängnis Fresnes verhört. Danach wurde er als Nacht-und-Nebel-Gefangener im Juli 1943 in das Konzentrationslager Natzweiler-Struthof und von dort im September 1944 nach Dachau verschleppt, wo er nach Aussage des Kapo Emil Mahl am 19. April 1945 von dem SS-Oberscharführer Theodor Bongartz durch Genickschuss ermordet und anschließend im Lagerkrematorium eingeäschert wurde.
Raymond Aubrac sollte Delestraints Funktion als Chef der Geheimarmee einnehmen. Er wurde jedoch zusammen mit Jean Moulin und anderen am 21. Juni 1943 in Caluire-et-Cuire verhaftet.

## Ehrungen
- Kommandeur der Ehrenlegion
- Compagnon de la Libération

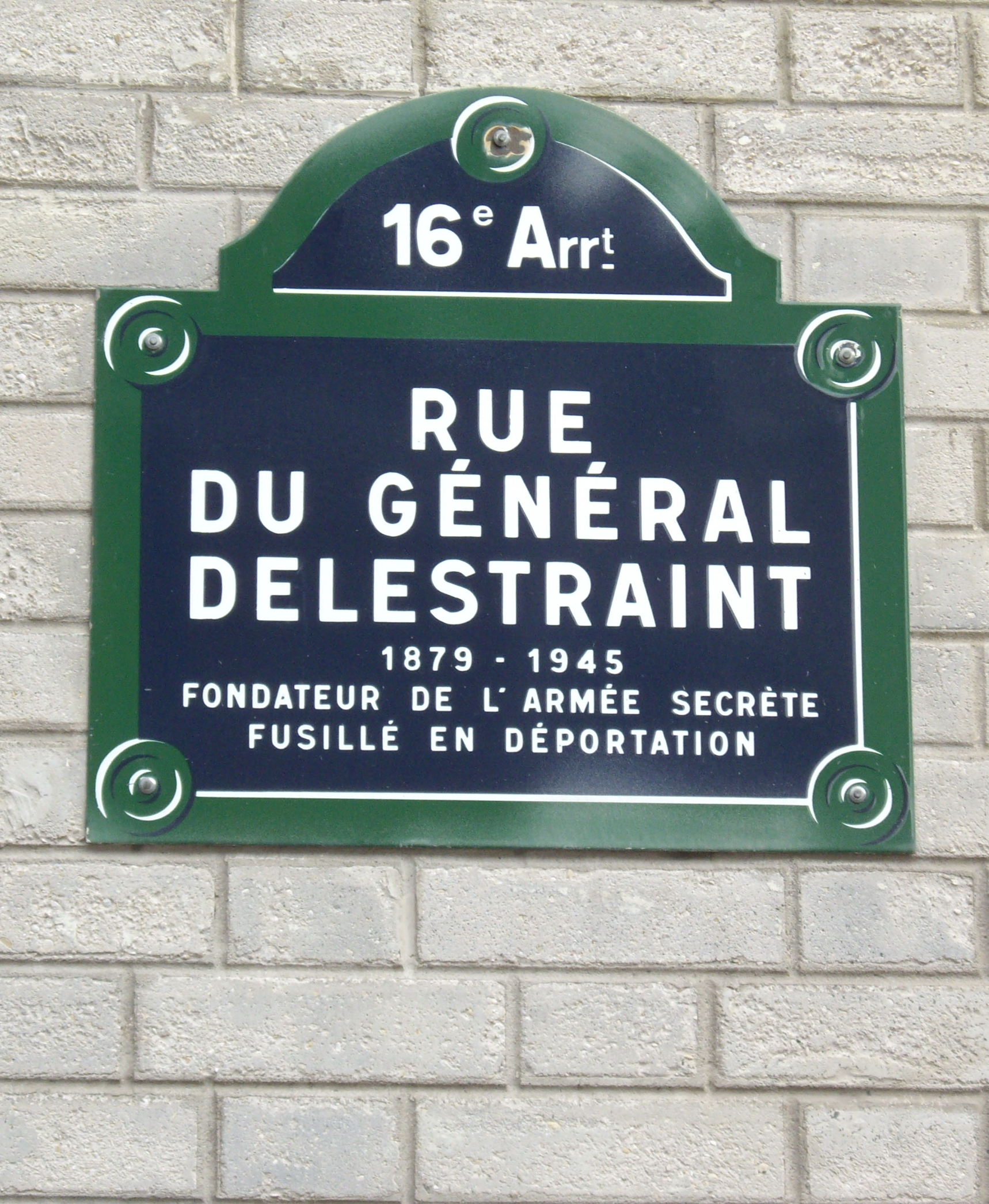
Straßenschild der „Rue du Général Delestraint“, 16. Arrondissement (Paris), Frankreich

- Croix de guerre 1914–1918 mit Lorbeeren
- Croix de guerre 1939–1945
- Croix de Guerre Belgiens
- 10. November 1989: General Delestraints Name wird in Würdigung seiner Verdienste für das französische Volk im Pariser Panthéon eingraviert.